# Defenders of the Earth (videogioco)
Defenders of the Earth è un videogioco sparatutto basato sulla serie animata I difensori della Terra, pubblicato nel 1990 per Amiga, Amstrad CPC, Atari ST, Commodore 64, SAM Coupé e ZX Spectrum dall'editrice britannica Enigma Variations.
La stampa lo giudicò in modo variabile, spesso notando una certa difficoltà di gioco.

## Modalità di gioco
Gli eroi del cartone animato si avventurano nella fortezza di Ming per salvare i loro figli, da lui rapiti. La fortezza è costituita da un insieme di lunghe stanze viste di profilo, collegate da porte trasversali. Su Amiga e Atari ST le stanze hanno visuale a scorrimento, mentre sulle macchine a 8 bit sono divise in schermate fisse che cambiano quando si raggiungono i bordi.
Il giocatore controlla principalmente Flash Gordon armato di pistola laser per esplorare la fortezza e combattere i numerosi servitori di Ming, tra cui i boss Octon e Mongor che controllano punti chiave.
Ha la capacità di correre in entrambe le direzioni, saltare, abbassarsi e sparare orizzontalmente.
Flash inizia il gioco con una quantità di energia che perde toccando o venendo colpito da nemici e trappole del castello. Può trovare power-up per ricaricare l'energia e potenziare l'arma.
All'occorrenza, per svolgere compiti particolari, può far intervenire gli altri tre eroi del cartone animato, Uomo mascherato (Phantom), Mandrake e Lothar (in origine l'aiutante forzuto di Mandrake), nonché il piccolo extraterrestre Zuffy, un personaggio minore del cartone animato.
Ad esempio Lothar può sfondare porte, Phantom scassinare serrature, Mandrake usare poteri magici per creare dei ponti e Zuffy disattivare congegni elettronici.
Quando il giocatore preme il tasto per chiamare aiuto, il personaggio adatto alla situazione (se ce n'è uno) viene scelto automaticamente, appare ed effettua il suo lavoro automaticamente per poi sparire di nuovo. Nel frattempo il giocatore continua a controllare Flash, ma anche l'aiutante è vulnerabile al nemico e se subisce danni diventa non più disponibile per un po' di tempo.